# End SARS
End SARS o #EndSARS es un movimiento social contra brutalidad policial en Nigeria. "SARS" es el Special Anti-Robbery Squad, una fuerza en la policía nigeriana con un largo historial de abusos. Las protestas empezaron en 2017 como campaña de Twitter que utilizó el hashtag #ENDSARS para reclamar el gobierno nigeriano elimina la fuerza. En octubre de 2020 hubo grandes manifestaciones en todas las ciudades importantes de Nigeria y el hashtags tuvo millones de tuits. Hubo manifestaciones internacionales en solidaridad con el pueblo nigeriano y el movimiento creció en la crítica hacia Muhammadu Buhari y el gobierno en general.
Después de revitalizarse en octubre de 2020 tras más revelaciones de los abusos de la unidad, se produjeron manifestaciones masivas en las principales ciudades de Nigeria, acompañadas de una gran indignación en las plataformas de redes sociales. Solo en Twitter se han acumulado aproximadamente 28 millones de tuits con la etiqueta. Las protestas solidarias y las manifestaciones de los nigerianos en la diáspora y simpatizantes se sucedieron en muchas ciudades del mundo. Las protestas destacaron por la juventud de los manifestantes nigerianos.
El 11 de octubre de 2020 la policía de Nigeria anunció que disolvía la unidad con efecto inmediato. La medida fue ampliamente recibida como un triunfo de las manifestaciones. Sin embargo, se observó en muchos sectores que se habían hecho anuncios similares en los últimos años para pacificar al público sin que la unidad se disolviera realmente, y que el gobierno simplemente había planeado reasignar y revisar a los oficiales del SARS a los centros médicos en lugar de disolver la unidad por completo. En consecuencia, las protestas continuaron y el gobierno nigeriano ha mantenido un patrón de represión violenta que incluye el asesinato de manifestantes. Ha habido manifestaciones internacionales en solidaridad con las que están sucediendo en el país, y el movimiento también se ha vuelto cada vez más crítico con la respuesta del gobierno de Muhammadu Buhari a las protestas.
Se ha alegado que los agentes del SARS perfilan a los jóvenes nigerianos, en su mayoría hombres, basándose en sus elecciones de moda, tatuajes y peinados. También eran conocidos por montar bloqueos de carreteras ilegales, realizar comprobaciones y registros injustificados, arrestar y detener sin orden judicial ni juicio, violar a mujeres y extorsionar a jóvenes nigerianos por conducir vehículos exóticos y utilizar computadoras portátiles y iPhones. Los nigerianos han compartido historias y videos de cómo los oficiales del SARS participaron en el secuestro, asesinato, robo, violación, tortura, arrestos ilegales, humillación, detención ilegal, ejecuciones extrajudiciales y extorsión de ciudadanos nigerianos. Una gran parte de las víctimas de los abusos del SARS han sido jóvenes nigerianos.

## Antecedentes
El Escuadrón Especial Antirrobo (SARS) era una rama de la Policía de Nigeria dependiente del Departamento Estatal de Investigación e Inteligencia Criminal (SCIID). Fue fundada a fines de 1992 como una de las 14 unidades del Departamento de Investigación e Inteligencia Penal de la Fuerza, que se estableció para detener, investigar y procesar a personas involucradas en delitos como robo a mano armada, secuestro y otros delitos violentos. El escuadrón fue creado como una unidad policial con máscara que realiza operaciones encubiertas contra delitos violentos como robo a mano armada, robo de vehículos, secuestro, robo de ganado y porte y uso de armas de fuego ilegales.
El SARS ha sido acusado de varias violaciones de derechos humanos, "detenciones y registros" ilegales, arrestos y detenciones ilegales, ejecuciones extrajudiciales, acoso sexual de mujeres y maltrato de jóvenes nigerianos. Los abusos contra los derechos humanos se documentaron en videos de tendencia en las redes sociales.
En 2017, activistas, jóvenes y celebridades nigerianos de todo el país salieron a las calles en una protesta pacífica para concienciar sobre la brutalidad y las extorsiones del SARS y para exigir su disolución. Las protestas también se trasladaron a las redes sociales con la etiqueta #EndSARS.
Un informe de 2016 de Amnistía Internacional acusó al SARS y afirmó que el escuadrón era responsable de abusos contra los derechos humanos, crueldad, trato degradante de los nigerianos bajo su custodia y otras torturas generalizadas. Algunos de los abusos contra los derechos humanos cometidos por el SARS incluyen disparos a sus detenidos en la pierna, simulacros de ejecución y amenazas de ejecución, ahorcamiento y agresión física. Una publicación de 2020 de la organización documentó 82 casos de abusos y ejecuciones extrajudiciales por el SARS entre enero de 2017 y mayo de 2020.

## Eventos
El sábado 3 de octubre de 2020, un video comenzó a ser tendencia en las redes sociales que mostraba a un policía del SARS disparando a un joven nigeriano frente al Wetland Hotel, Ughelli, estado de Delta. Se alegó que la policía se llevó el vehículo del joven, un Lexus SUV. El video de tendencia provocó una protesta pública en las redes sociales, particularmente en Twitter, con el hashtag #ENDSARS.
El jueves 8 de octubre de 2020, comenzaron las protestas a nivel nacional contra ENDSARS después de semanas de indignación e ira con videos y metraje que mostraban la brutalidad policial, el acoso y la extorsión en Nigeria. Las protestas fueron encabezadas principalmente por jóvenes nigerianos de diferentes ciudades junto con muchos activistas y celebridades. La policía nigeriana interrumpió las protestas en algunas ciudades, disparando gases lacrimógenos y disparando contra manifestantes pacíficos desarmados como se ve en Abuya y Osun, esto llevó a la muerte de Jimoh Isiaq en Oyo. El miércoles 14 de octubre de 2020, las protestas contra el SARS aún continuaban y jóvenes de diferentes partes de Nigeria intensificaron sus llamados a reformas y rendición de cuentas en las operaciones policiales.
Amnistía Internacional ha acusado a los responsables del SARS de detener ilegalmente a jóvenes nigerianos y extorsionar a sus familiares. Una petición firmada por 10.195 habitantes ha sido presentada a la Asamblea Nacional de Nigeria pidiendo Disolución completa del SARS. Recientemente, se ha hablado de reformas de fuerza, en lugar de una disolución completa.
Los activistas pasaron de las redes sociales a protestas pacíficas en Abuya, Lagos, Ibadán, Osun, Benín, Delta, Ilorin, Ogbomosho, Owerri y otras ciudades y estados nigerianos, y prometieron continuar si el gobierno se negaba a disolver la Fuerza. En respuesta a la campaña, el agente de relaciones públicas de la policía nigeriana Jimoh Moshood acusó a los activistas de ser "criminales". El inspector general de Policía de Nigeria, Ibrahim K. Idris, ordenó la reforma y reorganización del SARS. Algunos senadores apoyaron el llamado a la disolución total de la unidad en 2017.